# Southern Nights
Southern Nights är en sång skriven och inspelad av Allen Toussaint, från albumet Southern Nights från 1975, och senare inspelad av den amerikanske countryartisten Glen Campbell. Glen Campbells version släpptes som singel från Campbells album Southern Nights från 1977 och hamnade på första plats på tre separata amerikanska hitlistor.

## Sångens bakgrund
Texten till låten baseras på minnen från Allen Toussaints barndom, under vilken han besökte släktingar i Louisiana som ofta berättade berättelser om stjärnfyllda nätter. När Glen Campbell hörde Toussaints version, ska han ha påmints om sin egen barndom på en bondgård i Arkansas. Campbell spelade in sången i oktober 1976 med en något modifierad text.

## Listplaceringar (Campbells version)
Släppt som en singel Januari 1977 blev "Southern Nights" genast en framgång både hos pop- och country-publiken. Sången innehöll gitarrspelande som Campbell lärt sig av hans vän Jerry Reed. I slutet av mars samma år tillbringade  "Southern Nights" två veckor på förstaplatsen på Billboard magazine Hot Country Singles vilket gjorde den till Campbells femte och sista listetta på Country-listan.
I slutet av april 1977 placerades låten som nummer ett på  Billboard Hot 100 vilket resulterade i Glen Campbells andra och sista listetta på pop-listan.
Sången tillbringade även fyra veckor som etta på Hot Adult Contemporary vilket kom att bli Campbells sjunde listetta på listan.

## Priser
"Southern Nights" har certifierats med guld i USA med över en miljon sålda enheter enligt Recording Industry Association of America. 1977 nominerades sången till Song of the Year av Country Music Association.

## I populärkulturen
Sången finns med på filmen Guardians of the Galaxy Vol. 2 från 2017 och är inkluderat på filmens soundtrack album.